# Équipe des Pays-Bas espoirs de cyclisme sur route
L'équipe des Pays-Bas espoirs de cyclisme sur route est l'équipe nationale des moins de 23 ans de cyclisme sur route. La sélection représente les Pays-Bas aux championnats du monde sur route espoirs. Elle participe également aux épreuves espoirs de l'UCI Coupe des Nations U23 qui regroupent des courses d'un jour, par étapes et des championnats de cyclisme continentaux. 

## Sélectionneurs
- 2015-2016 : Arthur van Dongen
- 2019- : Adriaan Helmantel

## Palmarès

### Championnats du monde espoirs
| Édition | Médaille | Coureur          | Épreuve                  |
| ------- | -------- | ---------------- | ------------------------ |
| 2003    | Bronze   | Thomas Dekker    | Course en ligne espoirs  |
| 2003    | Argent   | Niels Scheuneman | Contre-la-montre espoirs |
| 2004    | Argent   | Thomas Dekker    | Course en ligne espoirs  |
| 2004    | Argent   | Thomas Dekker    | Contre-la-montre espoirs |
| 2007    | Or       | Lars Boom        | Contre-la-montre espoirs |
| 2021    | Bronze   | Olav Kooij       | Course en ligne espoirs  |

### Coupe des nations espoirs
| Édition | Classement | Victoires | Détail                                             |
| ------- | ---------- | --------- | -------------------------------------------------- |
| 2007    | 4e         | 1         | Tour de l'Avenir (Bauke Mollema)                   |
| 2008    | 10e        |           |                                                    |
| 2009    | 9e         |           |                                                    |
| 2010    | 2e         | 1         | Grand Prix du Portugal (Tom Dumoulin)              |
| 2011    | 15e        |           |                                                    |
| 2012    | 8e         |           |                                                    |
| 2013    | 3e         | 1         | ZLM Tour (Yoeri Havik)                             |
| 2014    | 7e         | 1         | Tour des Flandres espoirs (Dylan Groenewegen)      |
| 2015    | 10e        |           |                                                    |
| 2016    | 10e        |           |                                                    |
| 2017    | 12e        |           |                                                    |
| 2018    | 15e        |           |                                                    |
| 2019    | 8e         |           |                                                    |
| 2020    | 1re        | 1         | Orlen Nations Grand Prix (Olav Kooij)              |
| 2021    | 2e         | 1         | Orlen Nations Grand Prix (Marijn van den Berg)     |
| 2022    | 12e        |           |                                                    |
| 2023    | 12e        |           |                                                    |
| 2024    | 6e         | 1         | Championnat d'Europe sur route espoirs (Huub Artz) |

### Championnats d'Europe espoirs
| Édition | Médaille | Coureur           | Épreuve                  |
| ------- | -------- | ----------------- | ------------------------ |
| 2004    | Argent   | Tom Veelers       | Course en ligne espoirs  |
| 2012    | Bronze   | Wouter Wippert    | Course en ligne espoirs  |
| 2015    | Or       | Steven Lammertink | Contre-la-montre espoirs |
| 2021    | Bronze   | Daan Hoole        | Contre-la-montre espoirs |
| 2024    | Or       | Huub Artz         | Course en ligne espoirs  |
| 2024    | Bronze   | Wessel Mouris     | Contre-la-montre espoirs |